# Liberation: Songs to Benefit PETA
Liberation: Songs to Benefit PETA è una raccolta pubblicata dall'etichetta Fat Wreck Chords nel 2002. Come sottinteso dal titolo, è un album di beneficenza per l'organizzazione per i diritti degli animali PETA.

## Tracce
1. Remedy - Hot Water Music  – 2:38
2. More Depalma, Less Fellini - Good Riddance  – 1:49
3. Fuck Ted Nugent - Goldfinger  – 1:56
4. Agenda Suicide - The Faint  – 3:57
5. Purina Hall Of Fame - Propagandhi  – 4:42
6. Lifestyles Of The Rich & Famous (Acoustic) - Good Charlotte  – 3:07
7. Beyond The Shadows - District 7  – 1:54
8. Russell Crowe's Band - Frenzal Rhomb  – 1:11
9. And The Hero Will Drown - Story of the Year  – 3:12
10. I Could Never Hate You - The Eyeliners  – 2:22
11. Brings Out Your Dead - Anti-Flag  – 2:14
12. Man And Wife, The Latter (Damaged Goods) - Desaparecidos  – 3:52
13. Waste - Bigwig  – 1:29
14. This House Is Not A Home (Acoustic) - Midtown  – 2:50
15. Just A Little - The Used  – 3:26
16. Clams Have Feelings Too - NOFX  – 2:36